# Cris sur le Bayou
Cris sur le Bayou est le premier recueil de poèmes cadiens francophones, rassemblés par Jean Arceneaux en 1980. Il comprend des textes de Jean Arceneaux, Debbie Clifton, Émile Des Marais, Karla Guillory, Francis Leblanc, Iry Lejeune, Kenneth Richard et Zachary Richard. 
La publication de ce recueil a ainsi donné naissance à une littérature cadienne écrite car auparavant cette littérature n'existait pas réellement et n'était transmise que sous forme orale (contes, chansons, blagues etc.) 
La littérature francophone louisianaise précédente (Alfred Mercier, Sidonie de La Houssaye, etc.) n'était pas cadienne, mais plutôt celle des descendants français de la Nouvelle-Orléans, et d'un certain milieu ayant eu accès à des études.  